# Formel-1-Weltmeisterschaft 2018
Die Formel-1-Weltmeisterschaft 2018 war die 69. Saison der Formel-1-Weltmeisterschaft. Sie begann am 25. März im australischen Melbourne und endete am 25. November auf der Yas-Insel vor Abu Dhabi. Lewis Hamilton wurde zum fünften Mal Fahrerweltmeister. Die Konstrukteurs-Weltmeisterschaft gewann zum fünften Mal in Folge Mercedes.

## Änderungen 2018

### Rennstrecken
Erstmals seit 2008 war wieder der Große Preis von Frankreich im Rennkalender enthalten. Nachdem das Rennen von 1991 bis 2008 in Magny-Cours stattgefunden hatte, wurde es nun wieder in Le Castellet ausgetragen, wo letztmals 1990 gefahren wurde. Auch der Große Preis von Deutschland kehrte zurück. Er wurde zuletzt 2016 auf dem Hockenheimring ausgetragen und fand 2018 ebenfalls dort statt.
Im Gegensatz dazu entfiel der Große Preis von Malaysia, der seit 1999 jährlich Bestandteil des Rennkalenders war. Obwohl der Rennveranstalter einen noch bis 2018 gültigen Vertrag mit der Formula One Group besaß, entschied dieser sich aus finanziellen Gründen dazu, diesen Vertrag bereits ein Jahr früher zu beenden.

### Technisches Reglement
Zur Saison 2018 wurde zur Erhöhung der Sicherheit der Fahrer das Halo-System in der Formel-1-Weltmeisterschaft eingeführt. Das Mindestgewicht stieg durch die Einführung des Halo-Systems von 728 auf 733 kg.
Pro Rad mussten nun drei statt zwei Kevlar-Seile vorhanden sein, mit denen das Rad am Chassis befestigt war. Auch die Befestigungspunkte waren nun genauer vorgeschrieben, zudem mussten die Radmuttern besser gesichert werden.
Um eine Beimengung von Öl zum Benzin zu verhindern, wurde die Füllmenge des Hauptöltanks überwacht, dazu mussten die Teams diese in Echtzeit an die FIA übermitteln.
Die auffälligen Finnen an der Motorabdeckung wurden verboten. Die meisten Teams wollten jedoch an der Finne festhalten, weil dort die während der vergangenen Saison vergrößerten Startnummern platziert wurden, die anderswo am Fahrzeug Fläche für potenzielle Sponsoren der Teams in Anspruch nehmen. Dieser Vorschlag, für dessen Umsetzung eine einstimmige Entscheidung in der Strategiegruppe notwendig gewesen wäre, wurde jedoch von McLaren abgelehnt.
Ebenfalls verboten wurden die zusätzlichen Flügel am Ende der Motorabdeckung und der Monkey seat genannte Zusatzflügel über den Auspuffendrohren.
Durch Lenkbewegungen durften sich die Bodenfreiheit an der Vorderachse nun nur noch um maximal fünf Millimeter verändern. In der Vorsaison hatten Teams die Fahrzeuge so konstruiert, dass sie die Bodenfreiheit bei Lenkbewegungen deutlich verringerten und so mehr Anpressdruck erzeugten.

### Sportliches Reglement
Die FIA präzisierte zur Saison 2018 die Regeln zur Erkennung eines Frühstarts, für das ein technisches System eingesetzt wird. Bestraft werden nun auch Fahrer, die ihr Fahrzeug so platzieren, dass eine Erfassung durch dieses System nicht möglich ist. Auslöser dafür war Sebastian Vettel, der beim Großen Preis von China 2017 um rund einen Meter versetzt von seiner eigentlichen Startposition stand. Dies verhinderte, dass sein Start durch das System erfasst wurde.
Außerdem dürfen aktuelle Fahrzeuge auch außerhalb von Rennwochenenden bei Veranstaltungen, die vom Inhaber der kommerziellen Rechte der Formel-1-Weltmeisterschaft (Formula One Management) organisiert werden, eingesetzt werden. 2017 fand vor dem Großen Preis von Großbritannien eine Demofahrt in London statt, bei der die meisten Teams Fahrzeuge aus der Formel-1-Weltmeisterschaft 2015 einsetzten. Haas nahm in Ermangelung eines entsprechenden Fahrzeugs nicht teil, das Team war erst zur Saison 2016 in die Formel-1-Weltmeisterschaft eingestiegen. Auch Force India verfügte über kein einsatzbereites Fahrzeug älteren Baujahres.
Die Anzahl der pro Saison erlaubten Komponenten der Antriebseinheiten wurde weiter verringert. In der Saison 2017 durften noch vier Exemplare von sämtlichen Komponenten pro Saison verwendet werden. Bei MGU-K, Energiespeicher und Kontrollelektronik sinkt die erlaubte Anzahl für die Saison auf zwei, bei Verbrennungsmotor, Turbolader und MGU-H auf drei.
Durch die Einführung des Halo-Systems wird die Zeit angepasst, in der ein Fahrer sein Fahrzeug im Ernstfall verlassen können muss. Dies wurde notwendig, da das Halo-System die Fahrer beim Ein- und Aussteigen behindert. Statt bislang fünf Sekunden haben die Fahrer nun sieben Sekunden Zeit, bis zum Aufstecken des Lenkrads auf die Lenksäule dürfen nun zwölf statt zehn Sekunden vergehen.
Außerdem ändern sich die Bedingungen, die ein Testfahrer erfüllen muss, um am freien Training eines Grand Prix teilzunehmen. Dieser muss nun mindestens sechs Rennen in der FIA-Formel-2-Meisterschaft bestritten oder in den vergangenen drei Jahren mindestens 25 Punkte nach dem aktuellen FIA-Punktesystem zur Erteilung der Superlizenz erzielt haben. Fahrer, die bereits einmal im Besitz einer Superlizenz waren, müssen gar eine ganze Saison in der FIA-Formel-2-Meisterschaft oder 25 Punkte in den vergangenen drei Jahren erzielt haben.
Zur Saison 2018 ändern sich die Startzeiten der Rennen. Statt um 14 Uhr Ortszeit wird der Start in der Regel auf 15:10 Uhr Ortszeit verschoben. Die Verantwortlichen gaben als Grund an, dass man sich davon verspreche, dass insbesondere in den Sommermonaten am späten Nachmittag mehr Fernsehzuschauer in Europa einschalten würden. Außerdem würde man den TV-Sendern, deren Übertragung zur vollen Stunde beginnt, Zeit für einen zehnminütigen Vorbericht geben, anstatt die Übertragung direkt mit dem Start der Einführungsrunde zu beginnen.

### Motorenlieferanten
Das Sauber-Team, das die Vorsaison mit Ferrari-Motoren auf dem Stand der Saison 2016 bestritten hatte, meldete im April 2017, ab der Saison 2018 mit Honda-Motoren an den Start zu gehen. Frédéric Vasseur, der Teamchefin Monisha Kaltenborn im Juli 2017 ersetzt hatte, wollte die geplante Kooperation mit Honda überdenken, da die Honda-Motoren als die schwächsten und unzuverlässigsten im Starterfeld galten. Wenige Tage später verkündete Sauber, 2018 nicht mit Honda-Motoren an den Start zu gehen. Am nächsten Tag gab das Team bekannt, die Saison 2018 mit Ferrari-Motoren der aktuellen Ausbaustufe zu bestreiten.
Toro Rosso bestritt die Saison mit Motoren von Honda, im Gegenzug ging McLaren mit Renault-Motoren an den Start.

### Fahrer
Felipe Massa beendete nach 15 Jahren seine Karriere in der Formel-1-Weltmeisterschaft. Sein Nachfolger bei Williams wurde Sergei Sirotkin, der sein Debüt in der Formel-1-Weltmeisterschaft gab.
Charles Leclerc debütierte bei Sauber ebenfalls in der Formel-1-Weltmeisterschaft. Er wurde Nachfolger von Pascal Wehrlein, der Test- und Ersatzfahrer bei Mercedes wurde.

### Teams
Nachdem Force India am 27. Juli 2018 Insolvenz angemeldet hatte, übernahm wenige Tage später eine Investorengruppe unter der Führung von Lawrence Stroll die Mehrheit am Team. Das Team trat ab dem Großen Preis von Belgien mit neuer Nennung als Racing Point Force India an. Da das Team nicht als direkter Rechtsnachfolger des alten Teams fungierte, handelte es sich um einen neuen Konstrukteur, der auch sämtliche Ansprüche auf Preisgelder verlor, die das Team erworben hatte. In einer Abstimmung unter den Teams der Formel-1-Weltmeisterschaft wurde die notwendige Einstimmigkeit erzielt, damit hatte das Team Anspruch auf die Preisgelder von Force India. Im Gegenzug muss Force India Bestandteil des Teamnamens bleiben.

### Reifen
Einheitsreifenlieferant Pirelli war bei der Entwicklung der Reifen für die Formel-1-Weltmeisterschaft 2017 sehr konservativ vorgegangen. So kam beim Großen Preis von Spanien 2017 erstmals die härteste Reifenmischung P Zero Hard zum Einsatz. Sie wurde von allen Fahrern nach einigen Runden im freien Training wieder aussortiert. Die Reifen erreichten wegen ihres Härtegrades nicht die benötigte Temperatur und wurden daher als unbrauchbar bezeichnet. Pirelli reagierte auf die Kritik und verwendete die Hard-Reifenmischung in der Saison 2017 nicht mehr. Zur Saison 2018 kündigte Pirelli an, alle Reifenmischungen eine Stufe weicher zu machen und den 2017 P Zero Soft genannten Reifen 2018 als P Zero Medium zu führen. Vor dem Großen Preis von Abu Dhabi 2017 stellte Pirelli die Reifen für die Saison 2018 vor, mit dem P Zero Superhard (orange) und dem P Zero Hypersoft (pink) gab es zwei neue Reifenmischungen. Die bislang orange markierte Hard-Reifenmischung war nun eisblau markiert. Pirelli reagierte somit auf Kritik der Fahrer, dass auf manchen Strecken wie dem Circuit de Monaco selbst die Ultrasoft-Mischung zu hart gewesen war. Den Fahrern standen jedoch nach wie vor nur drei verschiedene Reifenmischungen an jedem Rennwochenende zur Verfügung.
| Reifenbezeichnung 2017 | Reifenbezeichnung 2018 | Reifenfarbe 2018 |
| ---------------------- | ---------------------- | ---------------- |
| N. N.                  | Hypersoft              |                  |
| N. N.                  | Ultrasoft              |                  |
| Ultrasoft              | Supersoft              |                  |
| Supersoft              | Soft                   |                  |
| Soft                   | Medium                 |                  |
| Medium                 | Hard                   |                  |
| Hard                   | Superhard              |                  |
| Intermediate           | Intermediate           |                  |
| Full-Wets              | Full-Wets              |                  |

## Teams und Fahrer
In der Übersicht werden alle Fahrer aufgeführt, die für die Saison 2018 mit dem Rennstall einen Vertrag als Stamm-, Test- oder Ersatzfahrer abgeschlossen haben. Die Teams sind nach der Konstrukteursweltmeisterschaft des Vorjahres geordnet.
| Bild                          | Team                             | Chassis                       | Motor                         | Reifen | Nr. | Stammfahrer       | Rennen | Test-/ Ersatzfahrer                 |
| ----------------------------- | -------------------------------- | ----------------------------- | ----------------------------- | ------ | --- | ----------------- | ------ | ----------------------------------- |
| Mercedes-AMG F1 W09 EQ Power+ | Mercedes AMG Petronas Motorsport | Mercedes-AMG F1 W09 EQ Power+ | Mercedes-AMG F1 M09 EQ Power+ | P      | 44  | Lewis Hamilton    | 1–21   | Pascal Wehrlein George Russell      |
| Mercedes-AMG F1 W09 EQ Power+ | Mercedes AMG Petronas Motorsport | Mercedes-AMG F1 W09 EQ Power+ | Mercedes-AMG F1 M09 EQ Power+ | P      | 77  | Valtteri Bottas   | 1–21   | Pascal Wehrlein George Russell      |
| Ferrari SF71H                 | Scuderia Ferrari                 | Ferrari SF71H                 | Ferrari 062 EVO               | P      | 05  | Sebastian Vettel  | 1–21   | Daniil Kwjat                        |
| Ferrari SF71H                 | Scuderia Ferrari                 | Ferrari SF71H                 | Ferrari 062 EVO               | P      | 07  | Kimi Räikkönen    | 1–21   | Daniil Kwjat                        |
| Red Bull Racing RB14          | Aston Martin Red Bull Racing     | Red Bull Racing RB14          | TAG Heuer (Renault R.E.18)    | P      | 03  | Daniel Ricciardo  | 1–21   | Sébastien Buemi                     |
| Red Bull Racing RB14          | Aston Martin Red Bull Racing     | Red Bull Racing RB14          | TAG Heuer (Renault R.E.18)    | P      | 33  | Max Verstappen    | 1–21   | Sébastien Buemi                     |
| Force India VJM11             | Sahara Force India F1 Team       | Force India VJM11             | Mercedes-AMG F1 M09 EQ Power+ | P      | 11  | Sergio Pérez      | 1–12   | Nicholas Latifi Nikita Masepin      |
| Force India VJM11             | Sahara Force India F1 Team       | Force India VJM11             | Mercedes-AMG F1 M09 EQ Power+ | P      | 31  | Esteban Ocon      | 1–12   | Nicholas Latifi Nikita Masepin      |
| Williams FW41                 | Williams Martini Racing          | Williams FW41                 | Mercedes-AMG F1 M09 EQ Power+ | P      | 18  | Lance Stroll      | 1–21   | Robert Kubica Oliver Rowland        |
| Williams FW41                 | Williams Martini Racing          | Williams FW41                 | Mercedes-AMG F1 M09 EQ Power+ | P      | 35  | Sergei Sirotkin   | 1–21   | Robert Kubica Oliver Rowland        |
| Renault R.S.18                | Renault Sport F1 Team            | Renault R.S.18                | Renault R.E.18                | P      | 27  | Nico Hülkenberg   | 1–21   | Jack Aitken Artjom Markelow         |
| Renault R.S.18                | Renault Sport F1 Team            | Renault R.S.18                | Renault R.E.18                | P      | 55  | Carlos Sainz jr.  | 1–21   | Jack Aitken Artjom Markelow         |
| Scuderia Toro Rosso STR13     | Red Bull Toro Rosso Honda        | Scuderia Toro Rosso STR13     | Honda RA618H                  | P      | 28  | Brendon Hartley   | 1–21   | N. N.                               |
| Scuderia Toro Rosso STR13     | Red Bull Toro Rosso Honda        | Scuderia Toro Rosso STR13     | Honda RA618H                  | P      | 10  | Pierre Gasly      | 1–21   | N. N.                               |
| Haas VF-18                    | Haas F1 Team                     | Haas VF-18                    | Ferrari 062 EVO               | P      | 08  | Romain Grosjean   | 1–21   | N. N.                               |
| Haas VF-18                    | Haas F1 Team                     | Haas VF-18                    | Ferrari 062 EVO               | P      | 20  | Kevin Magnussen   | 1–21   | N. N.                               |
| McLaren MCL33                 | McLaren F1 Team                  | McLaren MCL33                 | Renault R.E.18                | P      | 14  | Fernando Alonso   | 1–21   | Lando Norris Rudy van Buren         |
| McLaren MCL33                 | McLaren F1 Team                  | McLaren MCL33                 | Renault R.E.18                | P      | 02  | Stoffel Vandoorne | 1–21   | Lando Norris Rudy van Buren         |
| Sauber C37                    | Alfa Romeo Sauber F1 Team        | Sauber C37                    | Ferrari 062 EVO               | P      | 09  | Marcus Ericsson   | 1–21   | Tatiana Calderón Antonio Giovinazzi |
| Sauber C37                    | Alfa Romeo Sauber F1 Team        | Sauber C37                    | Ferrari 062 EVO               | P      | 16  | Charles Leclerc   | 1–21   | Tatiana Calderón Antonio Giovinazzi |
| Force India VJM11             | Racing Point Force India F1 Team | Force India VJM11             | Mercedes-AMG F1 M09 EQ Power+ | P      | 11  | Sergio Pérez      | 13–21  | N. N.                               |
| Force India VJM11             | Racing Point Force India F1 Team | Force India VJM11             | Mercedes-AMG F1 M09 EQ Power+ | P      | 31  | Esteban Ocon      | 13–21  | N. N.                               |

## Saisonvorbereitung

### 26. Februar–1. März: Circuit de Barcelona-Catalunya
Die erste Testwoche fand vom 26. Februar bis zum 1. März auf dem Circuit de Barcelona-Catalunya in Spanien statt.
Alle zehn neuen Wagen gaben bei diesem Test ihr Streckendebüt. Beim Testauftakt am 26. Februar war Daniel Ricciardo im Red Bull mit einer Rundenzeit von 1:20,179 Minuten Schnellster vor Mercedes-Fahrer Valtteri Bottas und Kimi Räikkönen im Ferrari. Ricciardo war somit mehr als 1,5 Sekunden schneller als die Bestzeit am ersten Testtag des Vorjahres von Lewis Hamilton (1:21,765 Minuten). Die Fahrer gaben an, dass die Strecke alleine durch die Neuasphaltierung rund zwei Sekunden schnellere Rundenzeiten zulasse. Nachdem es am Vormittag noch trocken gewesen war, regnete es im Laufe des Nachmittages. Ricciardo legte mit 105 Runden auch die größte Distanz zurück, gefolgt von Brendon Hartley im Toro Rosso mit 93 Runden und Räikkönen mit 80 Runden. Bei Renault wechselten sich Nico Hülkenberg und Carlos Sainz jr. ab, gemeinsam fuhren sie 99 Runden. Die geringste Distanz legte Nikita Masepin im Force India zurück, wegen Bremsproblemen fuhr er lediglich 22 Runden.
Am 27. Februar fuhr Sebastian Vettel in 1:19,673 Minuten die schnellste Zeit vor Valtteri Bottas und Stoffel Vandoorne im McLaren. Nachdem es die ersten Stunden trocken gewesen war, wurde am späten Nachmittag wegen leichten Schneefalls nicht mehr gefahren. Die größte Distanz fuhr ebenfalls Vettel, er legte 98 Runden zurück. Es folgten Bottas mit 94 Runden und Pierre Gasly mit 82 Runden. Bei Williams wechselten sich Robert Kubica und Sergei Sirotkin ab, gemeinsam fuhren sie 100 Runden. Die wenigsten Runden fuhren Haas-Pilot Kevin Magnussen (36) und Vandoorne (37), die beide somit jeweils nur etwas mehr als eine halbe Renndistanz zurücklegten. Eine von McLaren aufgrund der Wettervorhersage für den kommenden Tag angestrebte Verlängerung der Testfahrten um einen Tag wurde bei einer Abstimmung abgelehnt. Hierfür hätten alle zehn Teams zustimmen müssen.
Der dritte Tag der ersten Testwoche am 28. Februar fiel dann wegen teilweise starken Schneefalls und Temperaturen unterhalb des Gefrierpunktes für nahezu alle Teams aus. Lediglich Fernando Alonso fuhr einige gezeitete Runden, mit einer Bestzeit von 2:18,545 Minuten fehlten ihm jedoch rund 59 Sekunden auf die schnellste Rundenzeit des Vortages. Mit elf Runden fuhr er auch mehr als alle übrigen Piloten zusammen. Außer ihm gingen nur Marcus Ericsson im Sauber, Hartley, Kubica und Ricciardo für jeweils maximal zwei Installationsrunden auf die Strecke. Dieser Testtag sorgte für Diskussionen darüber, Wintertestfahrten in Europa abzuhalten. Eine Verlegung in wärmere Gebiete, beispielsweise auf den Bahrain International Circuit, wurde jedoch seitens diverser Verantwortlicher aus finanziellen und logistischen Gründen ausgeschlossen.
Am 1. März war Hamilton bei wieder deutlich besserem Wetter mit einer Rundenzeit von 1:19,333 Minuten Schnellster vor Vandoorne und Vettel. Gasly fuhr mit 147 Runden die größte Distanz, gefolgt von Vettel mit 120 und Vandoorne mit 110 Runden. Da Vandoorne sich mit Alonso abwechselte, war McLaren mit insgesamt 161 Runden das Team mit den meisten zurückgelegten Kilometern. Max Verstappen musste nach einem Dreher den Test vorzeitig abbrechen und kam somit nur auf 35 Runden.

### 6.–9. März: Circuit de Barcelona-Catalunya
Die zweite Testwoche fand vom 6. bis zum 9. März ebenfalls auf dem Circuit de Barcelona-Catalunya in Spanien statt.
Am 6. März war Vettel mit einer Rundenzeit von 1:20,396 Minuten Schnellster vor Bottas und Verstappen. Vettel legte mit 171 Runden auch die mit Abstand größte Distanz zurück, gefolgt von Verstappen mit 130 und Ericsson mit 120 Runden. Bei Mercedes wechselten sich Bottas und Hamilton erneut ab, beide fuhren zusammen 177 Runden. Auch Hülkenberg und Sainz wechselten sich am Steuer des Renault ab und fuhren 139 Runden. Die geringste Distanz fuhr Vandoorne, er kam lediglich auf 38 Runden. Auch Gasly fuhr mit 54 Runden weniger als eine Renndistanz.
Ricciardo war am 7. März in 1:18,047 Minuten Schnellster vor Hamilton und Bottas. Mit 165 Runden fuhr Ricciardo auch die größte Distanz, gefolgt von Charles Leclerc mit 160 und Esteban Ocon mit 130 Runden. Bei Renault wechselten sich Hülkenberg und Sainz erneut ab, beide fuhren zusammen 190 Runden. Auch Bottas und Hamilton wechselten sich am Steuer des Mercedes wieder ab und fuhren gemeinsam 175 Runden. Die geringste Distanz fuhr erneut McLaren, an diesem Tag mit Alonso am Steuer, der 57 Runden fuhr.
Am 8. März war Vettel mit einer Rundenzeit von 1:17,182 Minuten Schnellster vor Magnussen und Gasly. Dies war die schnellste jemals auf dieser Variante des Kurses gemessene Rundenzeit. Vettel fuhr auch die größte Distanz, mit 188 Runden legte er annähernd drei Grand-Prix-Distanzen zurück, gefolgt von Verstappen mit 187 und Gasly mit 169 Runden. Die wenigsten Runden fuhr Williams, wo sich Kubica und Stroll abwechselten, mit 140 Runden. Auch dies entsprach mehr als zwei Grand-Prix-Distanzen.
Beim Testabschluss am 9. März fuhr Räikkönen in 1:17,221 Minuten die Bestzeit vor Alonso und Sainz. Mit 181 Runden legte Grosjean die größte Distanz zurück, gefolgt von Ocon mit 163 Runden und Räikkönen mit 157 Runden. Die geringste Distanz fuhr das Sauber-Team mit 75 Runden.

## Rennkalender
Der provisorische Rennkalender, der 21 Rennen umfasst, wurde am 19. Juni 2017 vom FIA-Weltrat beschlossen. Dieser wurde dann Anfang Dezember vom selben Gremium bestätigt.
| Nr. | Datum         | Grand Prix (Strecke)         | Distanz (km) | Sieger                                | Zweiter                             | Dritter                             | Pole- Position                        | Schnellste Rennrunde                  | Gesamtführender Fahrer     | Gesamtführender Konstrukteur |
| --- | ------------- | ---------------------------- | ------------ | ------------------------------------- | ----------------------------------- | ----------------------------------- | ------------------------------------- | ------------------------------------- | -------------------------- | ---------------------------- |
| 01  | 25. März      | Australien (Melbourne)       | 307,574      | Sebastian Vettel (Ferrari)            | Lewis Hamilton (Mercedes)           | Kimi Räikkönen (Ferrari)            | Lewis Hamilton (Mercedes)             | Daniel Ricciardo (Red Bull-TAG Heuer) | Sebastian Vettel (Ferrari) | Ferrari                      |
| 02  | 8. April      | Bahrain (as-Sachir)          | 308,238      | Sebastian Vettel (Ferrari)            | Valtteri Bottas (Mercedes)          | Lewis Hamilton (Mercedes)           | Sebastian Vettel (Ferrari)            | Valtteri Bottas (Mercedes)            | Sebastian Vettel (Ferrari) | Ferrari                      |
| 03  | 15. April     | China (Shanghai)             | 305,066      | Daniel Ricciardo (Red Bull-TAG Heuer) | Valtteri Bottas (Mercedes)          | Kimi Räikkönen (Ferrari)            | Sebastian Vettel (Ferrari)            | Daniel Ricciardo (Red Bull-TAG Heuer) | Sebastian Vettel (Ferrari) | Mercedes                     |
| 04  | 29. April     | Aserbaidschan (Baku)         | 306,153      | Lewis Hamilton (Mercedes)             | Kimi Räikkönen (Ferrari)            | Sergio Pérez (Force India-Mercedes) | Sebastian Vettel (Ferrari)            | Valtteri Bottas (Mercedes)            | Lewis Hamilton (Mercedes)  | Ferrari                      |
| 05  | 13. Mai       | Spanien (Montmeló)           | 307,104      | Lewis Hamilton (Mercedes)             | Valtteri Bottas (Mercedes)          | Max Verstappen (Red Bull-TAG Heuer) | Lewis Hamilton (Mercedes)             | Daniel Ricciardo (Red Bull-TAG Heuer) | Lewis Hamilton (Mercedes)  | Mercedes                     |
| 06  | 27. Mai       | Monaco (Monte Carlo)         | 260,286      | Daniel Ricciardo (Red Bull-TAG Heuer) | Sebastian Vettel (Ferrari)          | Lewis Hamilton (Mercedes)           | Daniel Ricciardo (Red Bull-TAG Heuer) | Max Verstappen (Red Bull-TAG Heuer)   | Lewis Hamilton (Mercedes)  | Mercedes                     |
| 07  | 10. Juni      | Kanada (Montréal)            | 296,548      | Sebastian Vettel (Ferrari)            | Valtteri Bottas (Mercedes)          | Max Verstappen (Red Bull-TAG Heuer) | Sebastian Vettel (Ferrari)            | Max Verstappen (Red Bull-TAG Heuer)   | Sebastian Vettel (Ferrari) | Mercedes                     |
| 08  | 24. Juni      | Frankreich (Le Castellet)    | 309,626      | Lewis Hamilton (Mercedes)             | Max Verstappen (Red Bull-TAG Heuer) | Kimi Räikkönen (Ferrari)            | Lewis Hamilton (Mercedes)             | Valtteri Bottas (Mercedes)            | Lewis Hamilton (Mercedes)  | Mercedes                     |
| 09  | 1. Juli       | Österreich (Spielberg)       | 307,020      | Max Verstappen (Red Bull-TAG Heuer)   | Kimi Räikkönen (Ferrari)            | Sebastian Vettel (Ferrari)          | Valtteri Bottas (Mercedes)            | Kimi Räikkönen (Ferrari)              | Sebastian Vettel (Ferrari) | Ferrari                      |
| 10  | 8. Juli       | Großbritannien (Silverstone) | 306,198      | Sebastian Vettel (Ferrari)            | Lewis Hamilton (Mercedes)           | Kimi Räikkönen (Ferrari)            | Lewis Hamilton (Mercedes)             | Sebastian Vettel (Ferrari)            | Sebastian Vettel (Ferrari) | Ferrari                      |
| 11  | 22. Juli      | Deutschland (Hockenheim)     | 306,458      | Lewis Hamilton (Mercedes)             | Valtteri Bottas (Mercedes)          | Kimi Räikkönen (Ferrari)            | Sebastian Vettel (Ferrari)            | Lewis Hamilton (Mercedes)             | Lewis Hamilton (Mercedes)  | Mercedes                     |
| 12  | 29. Juli      | Ungarn (Mogyoród)            | 306,630      | Lewis Hamilton (Mercedes)             | Sebastian Vettel (Ferrari)          | Kimi Räikkönen (Ferrari)            | Lewis Hamilton (Mercedes)             | Daniel Ricciardo (Red Bull-TAG Heuer) | Lewis Hamilton (Mercedes)  | Mercedes                     |
| 13  | 26. August    | Belgien (Spa-Francorchamps)  | 308,052      | Sebastian Vettel (Ferrari)            | Lewis Hamilton (Mercedes)           | Max Verstappen (Red Bull-TAG Heuer) | Lewis Hamilton (Mercedes)             | Valtteri Bottas (Mercedes)            | Lewis Hamilton (Mercedes)  | Mercedes                     |
| 14  | 2. September  | Italien (Monza)              | 306,720      | Lewis Hamilton (Mercedes)             | Kimi Räikkönen (Ferrari)            | Valtteri Bottas (Mercedes)          | Kimi Räikkönen (Ferrari)              | Lewis Hamilton (Mercedes)             | Lewis Hamilton (Mercedes)  | Mercedes                     |
| 15  | 16. September | Singapur (Singapur)          | 308,706      | Lewis Hamilton (Mercedes)             | Max Verstappen (Red Bull-TAG Heuer) | Sebastian Vettel (Ferrari)          | Lewis Hamilton (Mercedes)             | Kevin Magnussen (Haas-Ferrari)        | Lewis Hamilton (Mercedes)  | Mercedes                     |
| 16  | 30. September | Russland (Sotschi)           | 309,745      | Lewis Hamilton (Mercedes)             | Valtteri Bottas (Mercedes)          | Sebastian Vettel (Ferrari)          | Valtteri Bottas (Mercedes)            | Valtteri Bottas (Mercedes)            | Lewis Hamilton (Mercedes)  | Mercedes                     |
| 17  | 7. Oktober    | Japan (Suzuka)               | 307,471      | Lewis Hamilton (Mercedes)             | Valtteri Bottas (Mercedes)          | Max Verstappen (Red Bull-TAG Heuer) | Lewis Hamilton (Mercedes)             | Sebastian Vettel (Ferrari)            | Lewis Hamilton (Mercedes)  | Mercedes                     |
| 18  | 21. Oktober   | USA (Austin)                 | 308,405      | Kimi Räikkönen (Ferrari)              | Max Verstappen (Red Bull-TAG Heuer) | Lewis Hamilton (Mercedes)           | Lewis Hamilton (Mercedes)             | Lewis Hamilton (Mercedes)             | Lewis Hamilton (Mercedes)  | Mercedes                     |
| 19  | 28. Oktober   | Mexiko (Mexiko-Stadt)        | 305,354      | Max Verstappen (Red Bull-TAG Heuer)   | Sebastian Vettel (Ferrari)          | Kimi Räikkönen (Ferrari)            | Daniel Ricciardo (Red Bull-TAG Heuer) | Valtteri Bottas (Mercedes)            | Lewis Hamilton (Mercedes)  | Mercedes                     |
| 20  | 11. November  | Brasilien (Interlagos)       | 305,909      | Lewis Hamilton (Mercedes)             | Max Verstappen (Red Bull-TAG Heuer) | Kimi Räikkönen (Ferrari)            | Lewis Hamilton (Mercedes)             | Valtteri Bottas (Mercedes)            | Lewis Hamilton (Mercedes)  | Mercedes                     |
| 21  | 25. November  | Abu Dhabi (Yas-Insel)        | 305,355      | Lewis Hamilton (Mercedes)             | Sebastian Vettel (Ferrari)          | Max Verstappen (Red Bull-TAG Heuer) | Lewis Hamilton (Mercedes)             | Sebastian Vettel (Ferrari)            | Lewis Hamilton (Mercedes)  | Mercedes                     |

## Rennberichte

### Großer Preis von Australien
| Platz | Fahrer           | Team                      | Zeit        |
| ----- | ---------------- | ------------------------- | ----------- |
| 1     | Sebastian Vettel | Ferrari                   | 1:29:33,283 |
| 2     | Lewis Hamilton   | Mercedes                  | + 5,036     |
| 3     | Kimi Räikkönen   | Ferrari                   | + 6,309     |
| PP    | Lewis Hamilton   | Mercedes                  | 1:21,164    |
| SR    | Daniel Ricciardo | Red Bull Racing-TAG Heuer | 1:25,945    |

Der Große Preis von Australien auf dem Albert Park Circuit fand am 25. März 2018 statt und ging über eine Distanz von 58 Runden à 5,303 km, was einer Gesamtdistanz von 307,574 km entspricht.
Sebastian Vettel gewann das Rennen vor Lewis Hamilton und Kimi Räikkönen.

### Großer Preis von Bahrain
| Platz | Fahrer           | Team     | Zeit        |
| ----- | ---------------- | -------- | ----------- |
| 1     | Sebastian Vettel | Ferrari  | 1:32:01,940 |
| 2     | Valtteri Bottas  | Mercedes | + 0,699     |
| 3     | Lewis Hamilton   | Mercedes | + 6,512     |
| PP    | Sebastian Vettel | Ferrari  | 1:27,958    |
| SR    | Valtteri Bottas  | Mercedes | 1:33,740    |

Der Große Preis von Bahrain auf dem Bahrain International Circuit fand am 8. April 2018 statt und ging über eine Distanz von 57 Runden à 5,412 km, was einer Gesamtdistanz von 308,238 km entspricht.
Sebastian Vettel gewann das Rennen vor Valtteri Bottas und Lewis Hamilton.

### Großer Preis von China
| Platz | Fahrer           | Team                      | Zeit        |
| ----- | ---------------- | ------------------------- | ----------- |
| 1     | Daniel Ricciardo | Red Bull Racing-TAG Heuer | 1:35:36,380 |
| 2     | Valtteri Bottas  | Mercedes                  | + 8,894     |
| 3     | Kimi Räikkönen   | Ferrari                   | + 9,637     |
| PP    | Sebastian Vettel | Ferrari                   | 1:31,095    |
| SR    | Daniel Ricciardo | Red Bull Racing-TAG Heuer | 1:35,785    |

Der Große Preis von China auf dem Shanghai International Circuit fand am 15. April 2018 statt und ging über eine Distanz von 56 Runden à 5,451 km, was einer Gesamtdistanz von 305,066 km entspricht.
Daniel Ricciardo gewann das Rennen vor Valtteri Bottas und Kimi Räikkönen.

### Großer Preis von Aserbaidschan
| Platz | Fahrer           | Team                 | Zeit        |
| ----- | ---------------- | -------------------- | ----------- |
| 1     | Lewis Hamilton   | Mercedes             | 1:43:44,291 |
| 2     | Kimi Räikkönen   | Ferrari              | + 2,460     |
| 3     | Sergio Pérez     | Force India-Mercedes | + 4,024     |
| PP    | Sebastian Vettel | Ferrari              | 1:41,498    |
| SR    | Valtteri Bottas  | Mercedes             | 1:45,149    |

Der Große Preis von Aserbaidschan auf dem Baku City Circuit fand am 29. April 2018 statt und ging über eine Distanz von 51 Runden à 6,003 km, was einer Gesamtdistanz von 306,153 km entspricht.
Lewis Hamilton gewann das Rennen vor Kimi Räikkönen und Sergio Pérez.

### Großer Preis von Spanien
| Platz | Fahrer           | Team                      | Zeit        |
| ----- | ---------------- | ------------------------- | ----------- |
| 1     | Lewis Hamilton   | Mercedes                  | 1:35:29,972 |
| 2     | Valtteri Bottas  | Mercedes                  | + 20,593    |
| 3     | Max Verstappen   | Red Bull Racing-TAG Heuer | + 26,873    |
| PP    | Lewis Hamilton   | Mercedes                  | 1:16,173    |
| SR    | Daniel Ricciardo | Red Bull Racing-TAG Heuer | 1:18,441    |

Der Große Preis von Spanien auf dem Circuit de Barcelona-Catalunya fand am 13. Mai 2018 statt und ging über eine Distanz von 66 Runden à 4,655 km, was einer Gesamtdistanz von 307,230 km entspricht.
Lewis Hamilton gewann das Rennen vor Valtteri Bottas und Max Verstappen.

### Großer Preis von Monaco
| Platz | Fahrer           | Team                      | Zeit        |
| ----- | ---------------- | ------------------------- | ----------- |
| 1     | Daniel Ricciardo | Red Bull Racing-TAG Heuer | 1:42:54,807 |
| 2     | Sebastian Vettel | Ferrari                   | + 7,336     |
| 3     | Lewis Hamilton   | Mercedes                  | + 17,013    |
| PP    | Daniel Ricciardo | Red Bull Racing-TAG Heuer | 1:10,810    |
| SR    | Max Verstappen   | Red Bull Racing-TAG Heuer | 1:14,260    |

Der Große Preis von Monaco auf dem Circuit de Monaco fand am 27. Mai 2018 statt und ging über eine Distanz von 78 Runden à 3,337 km, was einer Gesamtdistanz von 260,286 km entspricht.
Daniel Ricciardo gewann das Rennen vor Sebastian Vettel und Lewis Hamilton.

### Großer Preis von Kanada
| Platz | Fahrer           | Team                      | Zeit        |
| ----- | ---------------- | ------------------------- | ----------- |
| 1     | Sebastian Vettel | Ferrari                   | 1:28:31,377 |
| 2     | Valtteri Bottas  | Mercedes                  | + 7,376     |
| 3     | Max Verstappen   | Red Bull Racing-TAG Heuer | + 8,360     |
| PP    | Sebastian Vettel | Ferrari                   | 1:10,764    |
| SR    | Max Verstappen   | Red Bull Racing-TAG Heuer | 1:13,864    |

Der Große Preis von Kanada auf dem Circuit Gilles-Villeneuve fand am 10. Juni 2018 statt und ging über eine Distanz von 68 Runden à 4,361 km, was einer Gesamtdistanz von 296,548 km entspricht. Nachdem die Zielflagge zu früh geschwenkt worden war, verkürzte sich die Renndistanz um zwei Runden.
Sebastian Vettel gewann das Rennen vor Valtteri Bottas und Max Verstappen.

### Großer Preis von Frankreich
| Platz | Fahrer          | Team                      | Zeit        |
| ----- | --------------- | ------------------------- | ----------- |
| 1     | Lewis Hamilton  | Mercedes                  | 1:30:11,385 |
| 2     | Max Verstappen  | Red Bull Racing-TAG Heuer | + 7,090     |
| 3     | Kimi Räikkönen  | Ferrari                   | + 25,888    |
| PP    | Lewis Hamilton  | Mercedes                  | 1:30,029    |
| SR    | Valtteri Bottas | Mercedes                  | 1:34,225    |

Der Große Preis von Frankreich auf dem Circuit Paul Ricard fand am 24. Juni 2018 statt und ging über eine Distanz von 53 Runden à 5,842 km, was einer Gesamtdistanz von 309,626 km entspricht.
Lewis Hamilton gewann das Rennen vor Max Verstappen und Kimi Räikkönen.

### Großer Preis von Österreich
| Platz | Fahrer           | Team                      | Zeit        |
| ----- | ---------------- | ------------------------- | ----------- |
| 1     | Max Verstappen   | Red Bull Racing-TAG Heuer | 1:21:56,024 |
| 2     | Kimi Räikkönen   | Ferrari                   | + 1,504     |
| 3     | Sebastian Vettel | Ferrari                   | + 3,181     |
| PP    | Valtteri Bottas  | Mercedes                  | 1:03,130    |
| SR    | Kimi Räikkönen   | Ferrari                   | 1:06,957    |

Der Große Preis von Österreich auf dem Red Bull Ring fand am 1. Juli 2018 statt und ging über eine Distanz von 71 Runden à 4,326 km, was einer Gesamtdistanz von 307,02 km entspricht. 
Max Verstappen gewann das Rennen vor Kimi Räikkönen und Sebastian Vettel.

### Großer Preis von Großbritannien
| Platz | Fahrer           | Team     | Zeit        |
| ----- | ---------------- | -------- | ----------- |
| 1     | Sebastian Vettel | Ferrari  | 1:27:29,784 |
| 2     | Lewis Hamilton   | Mercedes | + 2,264     |
| 3     | Kimi Räikkönen   | Ferrari  | + 3,652     |
| PP    | Lewis Hamilton   | Mercedes | 1:25,892    |
| SR    | Sebastian Vettel | Ferrari  | 1:30,696    |

Der Große Preis von Großbritannien auf dem Silverstone Circuit fand am 8. Juli 2018 statt und ging über eine Distanz von 52 Runden à 5,891 km, was einer Gesamtdistanz von 306,198 km entspricht. 
Sebastian Vettel gewann das Rennen vor Lewis Hamilton und Kimi Räikkönen.

### Großer Preis von Deutschland
| Platz | Fahrer           | Team     | Zeit        |
| ----- | ---------------- | -------- | ----------- |
| 1     | Lewis Hamilton   | Mercedes | 1:32:29,845 |
| 2     | Valtteri Bottas  | Mercedes | + 4,535     |
| 3     | Kimi Räikkönen   | Ferrari  | + 6,732     |
| PP    | Sebastian Vettel | Ferrari  | 1:11,212    |
| SR    | Lewis Hamilton   | Mercedes | 1:15,545    |

Der Große Preis von Deutschland auf dem Hockenheimring Baden-Württemberg fand am 22. Juli 2018 statt und ging über eine Distanz von 67 Runden à 4,574 km, was einer Gesamtdistanz von 306,458 km entspricht. 
Lewis Hamilton gewann das Rennen vor Valtteri Bottas und Kimi Räikkönen.

### Großer Preis von Ungarn
| Platz | Fahrer           | Team                      | Zeit        |
| ----- | ---------------- | ------------------------- | ----------- |
| 1     | Lewis Hamilton   | Mercedes                  | 1:37:16,427 |
| 2     | Sebastian Vettel | Ferrari                   | + 17,123    |
| 3     | Kimi Räikkönen   | Ferrari                   | + 20,101    |
| PP    | Lewis Hamilton   | Mercedes                  | 1:35,658    |
| SR    | Daniel Ricciardo | Red Bull Racing-TAG Heuer | 1:20,012    |

Der Große Preis von Ungarn auf dem Hungaroring fand am 29. Juli 2018 statt und ging über eine Distanz von 70 Runden à 4,381 km, was einer Gesamtdistanz von 306,63 km entspricht. 
Lewis Hamilton gewann das Rennen vor Sebastian Vettel und Kimi Räikkönen.

### Großer Preis von Belgien
| Platz | Fahrer           | Team                      | Zeit        |
| ----- | ---------------- | ------------------------- | ----------- |
| 1     | Sebastian Vettel | Ferrari                   | 1:23:34,476 |
| 2     | Lewis Hamilton   | Mercedes                  | + 11,061    |
| 3     | Max Verstappen   | Red Bull Racing-TAG Heuer | + 31,372    |
| PP    | Lewis Hamilton   | Mercedes                  | 1:58,179    |
| SR    | Valtteri Bottas  | Mercedes                  | 1:46,286    |

Der Große Preis von Belgien auf dem Circuit de Spa-Francorchamps fand am 26. August 2018 statt und ging über eine Distanz von 44 Runden à 7,004 km, was einer Gesamtdistanz von 308,176 km entspricht. 
Sebastian Vettel gewann das Rennen vor Lewis Hamilton und Max Verstappen.

### Großer Preis von Italien
| Platz | Fahrer          | Team     | Zeit        |
| ----- | --------------- | -------- | ----------- |
| 1     | Lewis Hamilton  | Mercedes | 1:16:54,484 |
| 2     | Kimi Räikkönen  | Ferrari  | + 8,702     |
| 3     | Valtteri Bottas | Mercedes | + 14,066    |
| PP    | Kimi Räikkönen  | Ferrari  | 1:19,119    |
| SR    | Lewis Hamilton  | Mercedes | 1:22,497    |

Der Große Preis von Italien auf dem Autodromo Nazionale Monza fand am 2. September 2018 statt und ging über eine Distanz von 53 Runden à 5,793 km, was einer Gesamtdistanz von 306,720 km entspricht. 
Lewis Hamilton gewann das Rennen vor Kimi Räikkönen und Valtteri Bottas.

### Großer Preis von Singapur
| Platz | Fahrer           | Team                      | Zeit        |
| ----- | ---------------- | ------------------------- | ----------- |
| 1     | Lewis Hamilton   | Mercedes                  | 1:51:11,611 |
| 2     | Max Verstappen   | Red Bull Racing-TAG Heuer | + 8,961     |
| 3     | Sebastian Vettel | Ferrari                   | + 39,945    |
| PP    | Lewis Hamilton   | Mercedes                  | 1:36,015    |
| SR    | Kevin Magnussen  | Haas-Ferrari              | 1:41,905    |

Der Große Preis von Singapur auf dem Marina Bay Street Circuit fand am 16. September 2018 statt und ging über eine Distanz von 61 Runden à 5,063 km, was einer Gesamtdistanz von 306,843 km entspricht. 
Lewis Hamilton gewann das Rennen vor Max Verstappen und Sebastian Vettel.

### Großer Preis von Russland
| Platz | Fahrer           | Team     | Zeit        |
| ----- | ---------------- | -------- | ----------- |
| 1     | Lewis Hamilton   | Mercedes | 1:27:25,181 |
| 2     | Valtteri Bottas  | Mercedes | + 2,545     |
| 3     | Sebastian Vettel | Ferrari  | + 7,487     |
| PP    | Valtteri Bottas  | Mercedes | 1:31,387    |
| SR    | Valtteri Bottas  | Mercedes | 1:35,861    |

Der Große Preis von Russland im Sochi Autodrom fand am 30. September 2018 statt und ging über eine Distanz von 53 Runden à 5,848 km, was einer Gesamtdistanz von 309,944 km entspricht. 
Lewis Hamilton gewann das Rennen vor Valtteri Bottas und Sebastian Vettel.

### Großer Preis von Japan
| Platz | Fahrer           | Team                      | Zeit        |
| ----- | ---------------- | ------------------------- | ----------- |
| 1     | Lewis Hamilton   | Mercedes                  | 1:27:17,062 |
| 2     | Valtteri Bottas  | Mercedes                  | + 12,919    |
| 3     | Max Verstappen   | Red Bull Racing-TAG Heuer | + 14,295    |
| PP    | Lewis Hamilton   | Mercedes                  | 1:27,760    |
| SR    | Sebastian Vettel | Ferrari                   | 1:32,318    |

Der Große Preis von Japan auf dem Suzuka International Racing Course fand am 7. Oktober 2018 statt und ging über eine Distanz von 53 Runden à 5,807 km, was einer Gesamtdistanz von 307,771 km entspricht. 
Lewis Hamilton gewann das Rennen vor Valtteri Bottas und Max Verstappen.

### Großer Preis der USA
| Platz | Fahrer         | Team                      | Zeit        |
| ----- | -------------- | ------------------------- | ----------- |
| 1     | Kimi Räikkönen | Ferrari                   | 1:34:18,643 |
| 2     | Max Verstappen | Red Bull Racing-TAG Heuer | + 1,281     |
| 3     | Lewis Hamilton | Mercedes                  | + 2,342     |
| PP    | Lewis Hamilton | Mercedes                  | 1:32,237    |
| SR    | Lewis Hamilton | Mercedes                  | 1:37,392    |

Der Große Preis der USA auf dem Circuit of The Americas fand am 21. Oktober 2018 statt und ging über eine Distanz von 56 Runden à 5,516 km, was einer Gesamtdistanz von 308,405 km entspricht. 
Kimi Räikkönen gewann das Rennen vor Max Verstappen und Lewis Hamilton.

### Großer Preis von Mexiko
| Platz | Fahrer           | Team                      | Zeit        |
| ----- | ---------------- | ------------------------- | ----------- |
| 1     | Max Verstappen   | Red Bull Racing-TAG Heuer | 1:38:28,851 |
| 2     | Sebastian Vettel | Ferrari                   | + 17,361    |
| 3     | Kimi Räikkönen   | Ferrari                   | + 49,914    |
| PP    | Daniel Ricciardo | Red Bull Racing-TAG Heuer | 1:14,759    |
| SR    | Valtteri Bottas  | Mercedes                  | 1:18,741    |

Der Große Preis von Mexiko auf dem Autódromo Hermanos Rodríguez fand am 28. Oktober 2018 statt und ging über eine Distanz von 71 Runden à 4,304 km, was einer Gesamtdistanz von 305,584 km entspricht. 
Max Verstappen gewann das Rennen vor Sebastian Vettel und Kimi Räikkönen.
Lewis Hamilton wurde vorzeitig Fahrerweltmeister.

### Großer Preis von Brasilien
| Platz | Fahrer          | Team                      | Zeit        |
| ----- | --------------- | ------------------------- | ----------- |
| 1     | Lewis Hamilton  | Mercedes                  | 1:27:09,066 |
| 2     | Max Verstappen  | Red Bull Racing-TAG Heuer | + 1,469     |
| 3     | Kimi Räikkönen  | Ferrari                   | + 4,764     |
| PP    | Lewis Hamilton  | Mercedes                  | 1:07,281    |
| SR    | Valtteri Bottas | Mercedes                  | 1:10,540    |

Der Große Preis von Brasilien auf dem Autódromo José Carlos Pace fand am 11. November 2018 statt und ging über eine Distanz von 71 Runden à 4,309 km, was einer Gesamtdistanz von 305,909 km entspricht.
Lewis Hamilton gewann das Rennen vor Max Verstappen und Kimi Räikkönen.
Mercedes wurde durch den Sieg von Hamilton vorzeitig zum fünften Mal in Folge Konstrukteursweltmeister.

### Großer Preis von Abu Dhabi
| Platz | Fahrer           | Team                      | Zeit        |
| ----- | ---------------- | ------------------------- | ----------- |
| 1     | Lewis Hamilton   | Mercedes                  | 1:39:40,382 |
| 2     | Sebastian Vettel | Ferrari                   | +2,581      |
| 3     | Max Verstappen   | Red Bull Racing-TAG Heuer | +12,706     |
| PP    | Lewis Hamilton   | Mercedes                  | 1:34,794    |
| SR    | Sebastian Vettel | Ferrari                   | 1:40,867    |

Der Große Preis von Abu Dhabi auf der Yas-Insel vor Abu Dhabi fand am 25. November 2018 statt und ging über eine Distanz von 55 Runden à 5,554 km, was einer Gesamtdistanz von 305,355 km entspricht.
Lewis Hamilton gewann das Rennen vor Sebastian Vettel und Max Verstappen. 

## Qualifying-/Rennduelle

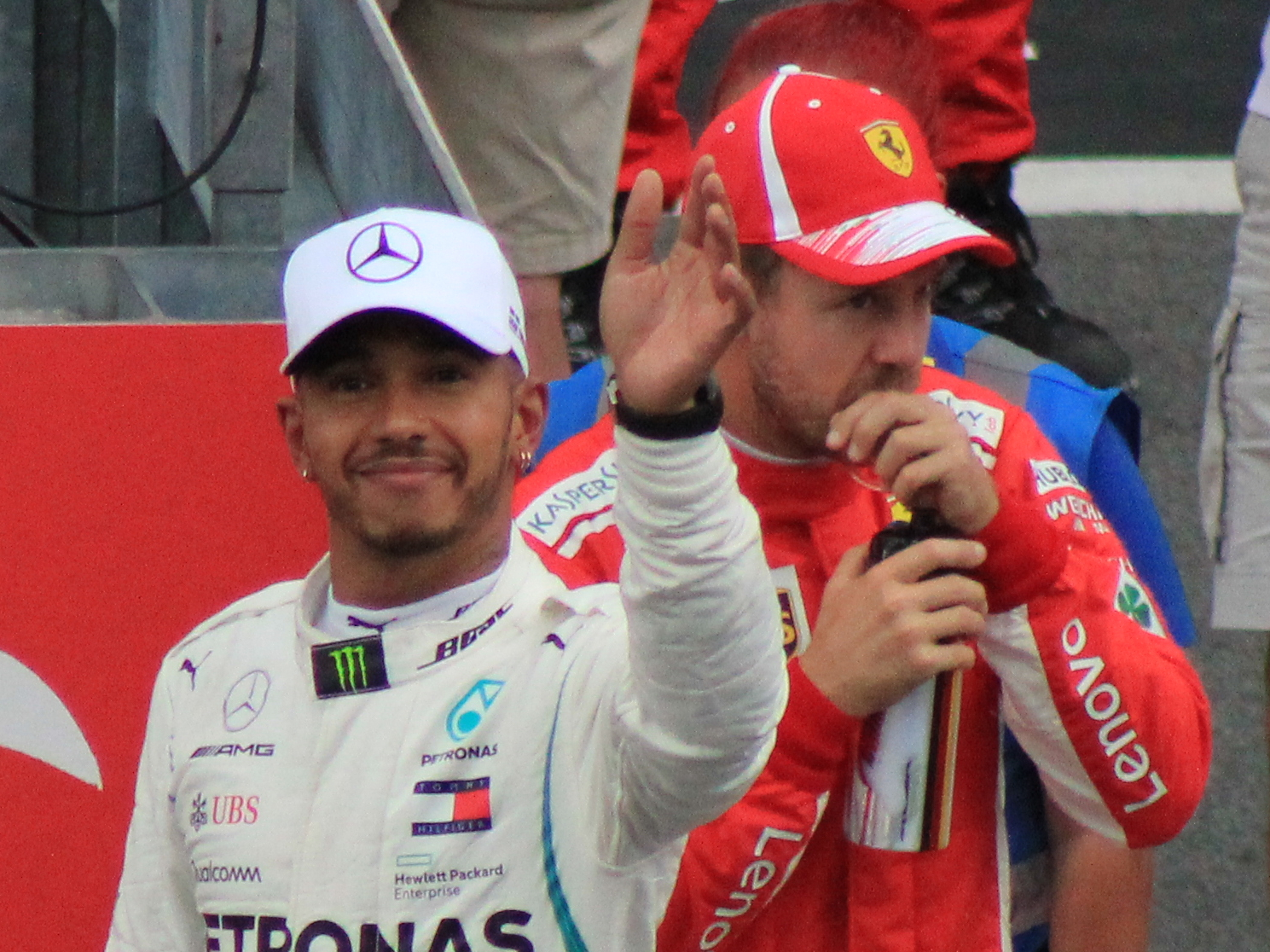
Die beiden Konkurrenten um den Weltmeistertitel Lewis Hamilton und Sebastian Vettel

Diese beiden Tabellen zeigen, welche Fahrer im jeweiligen Team die besseren Platzierungen im Qualifying bzw. im Rennen erreicht haben.
| Fahrer                    | :        | Fahrer            |
| Mercedes                  | Mercedes | Mercedes          |
| ------------------------- | -------- | ----------------- |
| Lewis Hamilton            | 15:6     | Valtteri Bottas   |
| Ferrari                   |          |                   |
| Sebastian Vettel          | 17:4     | Kimi Räikkönen    |
| Red Bull Racing-TAG Heuer |          |                   |
| Daniel Ricciardo          | 5:15     | Max Verstappen    |
| Force India-Mercedes      |          |                   |
| Sergio Pérez              | 5:16     | Esteban Ocon      |
| Williams-Mercedes         |          |                   |
| Lance Stroll              | 8:13     | Sergei Sirotkin   |
| Renault                   |          |                   |
| Nico Hülkenberg           | 13:8     | Carlos Sainz jr.  |
| Scuderia Toro Rosso-Honda |          |                   |
| Brendon Hartley           | 6:15     | Pierre Gasly      |
| Haas-Ferrari              |          |                   |
| Romain Grosjean           | 11:10    | Kevin Magnussen   |
| McLaren-Renault           |          |                   |
| Fernando Alonso           | 21:0     | Stoffel Vandoorne |
| Sauber-Ferrari            |          |                   |
| Marcus Ericsson           | 4:17     | Charles Leclerc   |

| Fahrer                    | :        | Fahrer            |
| Mercedes                  | Mercedes | Mercedes          |
| ------------------------- | -------- | ----------------- |
| Lewis Hamilton            | 17:3     | Valtteri Bottas   |
| Ferrari                   |          |                   |
| Sebastian Vettel          | 12:9     | Kimi Räikkönen    |
| Red Bull Racing-TAG Heuer |          |                   |
| Daniel Ricciardo          | 5:14     | Max Verstappen    |
| Force India-Mercedes      |          |                   |
| Sergio Pérez              | 10:11    | Esteban Ocon      |
| Williams-Mercedes         |          |                   |
| Lance Stroll              | 11:9     | Sergei Sirotkin   |
| Renault                   |          |                   |
| Nico Hülkenberg           | 10:11    | Carlos Sainz jr.  |
| Scuderia Toro Rosso-Honda |          |                   |
| Brendon Hartley           | 8:12     | Pierre Gasly      |
| Haas-Ferrari              |          |                   |
| Romain Grosjean           | 8:11     | Kevin Magnussen   |
| McLaren-Renault           |          |                   |
| Fernando Alonso           | 12:9     | Stoffel Vandoorne |
| Sauber-Ferrari            |          |                   |
| Marcus Ericsson           | 8:12     | Charles Leclerc   |

## Weltmeisterschaftswertungen

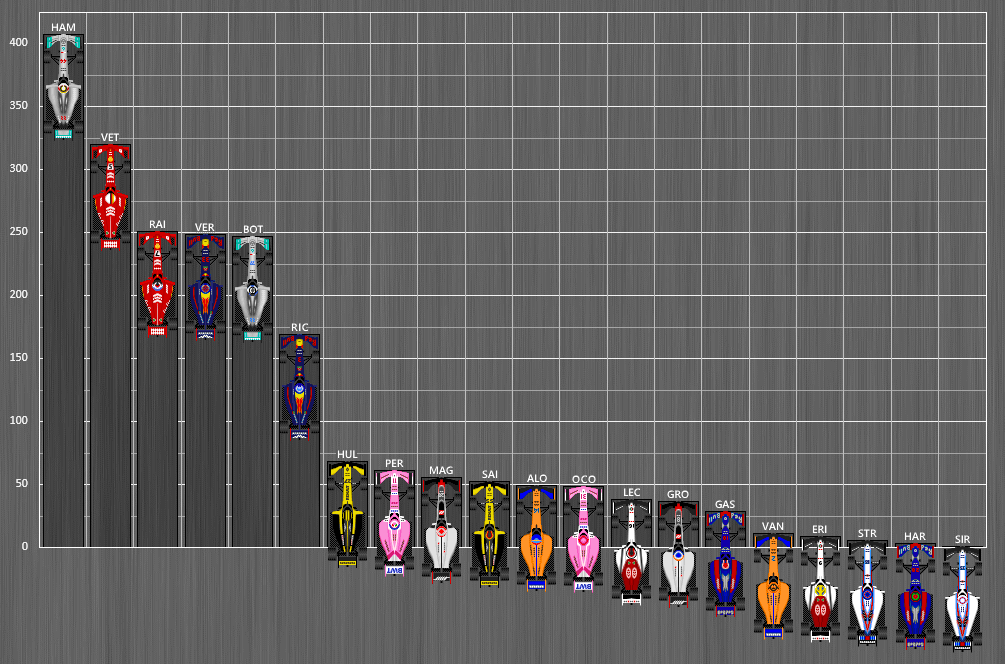
Fahrerwertung der Formel-1-Weltmeisterschaft 2018

Weltmeister wird derjenige Fahrer bzw. Konstrukteur, der bis zum Saisonende am meisten Punkte in der Weltmeisterschaft ansammelt. Bei der Punkteverteilung werden die Platzierungen im Gesamtergebnis des jeweiligen Rennens berücksichtigt. Die zehn erstplatzierten Fahrer jedes Rennens erhalten Punkte nach folgendem Schema:
| Punkteverteilung | Punkteverteilung | Punkteverteilung | Punkteverteilung | Punkteverteilung | Punkteverteilung | Punkteverteilung | Punkteverteilung | Punkteverteilung | Punkteverteilung | Punkteverteilung |
| ---------------- | ---------------- | ---------------- | ---------------- | ---------------- | ---------------- | ---------------- | ---------------- | ---------------- | ---------------- | ---------------- |
| Platz            | 1                | 2                | 3                | 4                | 5                | 6                | 7                | 8                | 9                | 10               |
| Punkte           | 25               | 18               | 15               | 12               | 10               | 8                | 6                | 4                | 2                | 1                |

### Fahrerwertung
| Pos. | Fahrer        | Konstrukteur              |     |     |     |     |     |     |     |     |     |     |     |     |     |     |     |     |     |     |     |     |     | Punkte |
| 01   | L. Hamilton   | Mercedes                  | 2   | 3   | 4   | 1   | 1   | 3   | 5   | 1   | DNF | 2   | 1   | 1   | 2   | 1   | 1   | 1   | 1   | 3   | 4   | 1   | 1   | 408    |
| 02   | S. Vettel     | Ferrari                   | 1   | 1   | 8   | 4   | 4   | 2   | 1   | 5   | 3   | 1   | DNF | 2   | 1   | 4   | 3   | 3   | 6   | 4   | 2   | 6   | 2   | 320    |
| 03   | K. Räikkönen  | Ferrari                   | 3   | DNF | 3   | 2   | DNF | 4   | 6   | 3   | 2   | 3   | 3   | 3   | DNF | 2   | 5   | 4   | 5   | 1   | 3   | 3   | DNF | 251    |
| 04   | M. Verstappen | Red Bull Racing-TAG Heuer | 6   | DNF | 5   | DNF | 3   | 9   | 3   | 2   | 1   | 15* | 4   | DNF | 3   | 5   | 2   | 5   | 3   | 2   | 1   | 2   | 3   | 249    |
| 05   | V. Bottas     | Mercedes                  | 8   | 2   | 2   | 14* | 2   | 5   | 2   | 7   | DNF | 4   | 2   | 5   | 4   | 3   | 4   | 2   | 2   | 5   | 5   | 5   | 5   | 247    |
| 06   | D. Ricciardo  | Red Bull Racing-TAG Heuer | 4   | DNF | 1   | DNF | 5   | 1   | 4   | 4   | DNF | 5   | DNF | 4   | DNF | DNF | 6   | 6   | 4   | DNF | DNF | 4   | 4   | 170    |
| 07   | N. Hülkenberg | Renault                   | 7   | 6   | 6   | DNF | DNF | 8   | 7   | 9   | DNF | 6   | 5   | 12  | DNF | 13  | 10  | 12  | DNF | 6   | 6   | DNF | DNF | 69     |
| 08   | S. Pérez      | Force India-Mercedes      | 11  | 16  | 12  | 3   | 9   | 12  | 14  | DNF | 7   | 10  | 7   | 14  |     |     |     |     |     |     |     |     |     | 62     |
| 08   | S. Pérez      | Force India-Mercedes      |     |     |     |     |     |     |     |     |     |     |     |     | 5   | 7   | 16  | 10  | 7   | 8   | DNF | 10  | 8   | 62     |
| 09   | K. Magnussen  | Haas-Ferrari              | DNF | 5   | 10  | 13  | 6   | 13  | 13  | 6   | 5   | 9   | 11  | 7   | 8   | 16  | 18  | 8   | DNF | DSQ | 15  | 9   | 10  | 56     |
| 10   | C. Sainz      | Renault                   | 10  | 11  | 9   | 5   | 7   | 10  | 8   | 8   | 12  | DNF | 12  | 9   | 11  | 8   | 8   | 17  | 10  | 7   | DNF | 12  | 6   | 53     |
| 11   | F. Alonso     | McLaren-Renault           | 5   | 7   | 7   | 7   | 8   | DNF | DNF | 16* | 8   | 8   | 16* | 8   | DNF | DNF | 7   | 14  | 14  | DNF | DNF | 17  | 11  | 50     |
| 12   | E. Ocon       | Force India-Mercedes      | 12  | 10  | 11  | DNF | DNF | 6   | 9   | DNF | 6   | 7   | 8   | 13  |     |     |     |     |     |     |     |     |     | 49     |
| 12   | E. Ocon       | Force India-Mercedes      |     |     |     |     |     |     |     |     |     |     |     |     | 6   | 6   | DNF | 9   | 9   | DSQ | 11  | 14  | DNF | 49     |
| 13   | C. Leclerc    | Sauber-Ferrari            | 13  | 12  | 19  | 6   | 10  | 18* | 10  | 10  | 9   | DNF | 15  | DNF | DNF | 11  | 9   | 7   | DNF | DNF | 7   | 7   | 7   | 39     |
| 14   | R. Grosjean   | Haas-Ferrari              | DNF | 13  | 17  | DNF | DNF | 15  | 12  | 11  | 4   | DNF | 6   | 10  | 7   | DSQ | 15  | 11  | 8   | DNF | 16  | 8   | 9   | 37     |
| 15   | P. Gasly      | Scuderia Toro Rosso-Honda | DNF | 4   | 18  | 12  | DNF | 7   | 11  | DNF | 11  | 13  | 14  | 6   | 9   | 14  | 13  | DNF | 11  | 12  | 10  | 13  | DNF | 29     |
| 16   | S. Vandoorne  | McLaren-Renault           | 9   | 8   | 13  | 9   | DNF | 14  | 16  | 12  | 15* | 11  | 13  | DNF | 15  | 12  | 12  | 16  | 15  | 11  | 8   | 15  | 14  | 12     |
| 17   | M. Ericsson   | Sauber-Ferrari            | DNF | 9   | 16  | 11  | 13  | 11  | 15  | 13  | 10  | DNF | 9   | 15  | 10  | 15  | 11  | 13  | 12  | 10  | 9   | DNF | DNF | 9      |
| 18   | L. Stroll     | Williams-Mercedes         | 14  | 14  | 14  | 8   | 11  | 17  | DNF | 17* | 13  | 12  | DNF | 17  | 13  | 9   | 14  | 15  | 17  | 14  | 12  | 18  | 13  | 6      |
| 19   | B. Hartley    | Scuderia Toro Rosso-Honda | 15  | 17  | 20* | 10  | 12  | 19* | DNF | 14  | DNF | DNF | 10  | 11  | 14  | DNF | 17  | DNF | 13  | 9   | 14  | 11  | 12  | 4      |
| 20   | S. Sirotkin   | Williams-Mercedes         | DNF | 15  | 15  | DNF | 14  | 16  | 17  | 15  | 14  | 14  | DNF | 16  | 12  | 10  | 19  | 18  | 16  | 13  | 13  | 16  | 15  | 1      |

| Legende  | Legende            | Legende                                                          |
| Farbe    | Abkürzung          | Bedeutung                                                        |
| -------- | ------------------ | ---------------------------------------------------------------- |
| Gold     | –                  | Sieg                                                             |
| Silber   | –                  | 2. Platz                                                         |
| Bronze   | –                  | 3. Platz                                                         |
| Grün     | –                  | Platzierung in den Punkten                                       |
| Blau     | –                  | Klassifiziert außerhalb der Punkteränge                          |
| Violett  | DNF                | Rennen nicht beendet (did not finish)                            |
| Violett  | NC                 | nicht klassifiziert (not classified)                             |
| Rot      | DNQ                | nicht qualifiziert (did not qualify)                             |
| Rot      | DNPQ               | in Vorqualifikation gescheitert (did not pre-qualify)            |
| Schwarz  | DSQ                | disqualifiziert (disqualified)                                   |
| Weiß     | DNS                | nicht am Start (did not start)                                   |
| Weiß     | WD                 | zurückgezogen (withdrawn)                                        |
| Hellblau | PO                 | nur am Training teilgenommen (practiced only)                    |
| Hellblau | TD                 | Freitags-Testfahrer (test driver)                                |
| ohne     | DNP                | nicht am Training teilgenommen (did not practice)                |
| ohne     | INJ                | verletzt oder krank (injured)                                    |
| ohne     | EX                 | ausgeschlossen (excluded)                                        |
| ohne     | DNA                | nicht erschienen (did not arrive)                                |
| ohne     | C                  | Rennen abgesagt (cancelled)                                      |
| ohne     | keine WM-Teilnahme |                                                                  |
| sonstige | P/fett             | Pole-Position                                                    |
| sonstige | 1/2/3/4/5/6/7/8    | Punktplatzierung im Sprint-/Qualifikationsrennen                 |
| sonstige | SR/kursiv          | Schnellste Rennrunde                                             |
| sonstige | *                  | nicht im Ziel, aufgrund der zurückgelegten Distanz aber gewertet |
| sonstige | ()                 | Streichresultate                                                 |
| sonstige | unterstrichen      | Führender in der Gesamtwertung                                   |

### Konstrukteurswertung
| Pos. | Konstrukteur              | Nr. |     |     |     |     |     |     |     |     |     |     |     |     |     |     |     |     |     |     |     |     |     | Punkte |
| 01   | Mercedes                  | 44  | 2   | 3   | 4   | 1   | 1   | 3   | 5   | 1   | DNF | 2   | 1   | 1   | 2   | 1   | 1   | 1   | 1   | 3   | 4   | 1   | 1   | 655    |
| 01   | Mercedes                  | 77  | 8   | 2   | 2   | 14* | 2   | 5   | 2   | 7   | DNF | 4   | 2   | 5   | 4   | 3   | 4   | 2   | 2   | 5   | 5   | 5   | 5   | 655    |
| 02   | Ferrari                   | 05  | 1   | 1   | 8   | 4   | 4   | 2   | 1   | 5   | 3   | 1   | DNF | 2   | 1   | 4   | 3   | 3   | 6   | 4   | 2   | 6   | 2   | 571    |
| 02   | Ferrari                   | 07  | 3   | DNF | 3   | 2   | DNF | 4   | 6   | 3   | 2   | 3   | 3   | 3   | DNF | 2   | 5   | 4   | 5   | 1   | 3   | 3   | DNF | 571    |
| 03   | Red Bull Racing-TAG Heuer | 03  | 4   | DNF | 1   | DNF | 5   | 1   | 4   | 4   | DNF | 5   | DNF | 4   | DNF | DNF | 6   | 6   | 4   | DNF | DNF | 4   | 4   | 419    |
| 03   | Red Bull Racing-TAG Heuer | 33  | 6   | DNF | 5   | DNF | 3   | 9   | 3   | 2   | 1   | 15* | 4   | DNF | 3   | 5   | 2   | 5   | 3   | 2   | 1   | 2   | 3   | 419    |
| 04   | Renault                   | 27  | 7   | 6   | 6   | DNF | DNF | 8   | 7   | 9   | DNF | 6   | 5   | 12  | DNF | 13  | 10  | 12  | DNF | 6   | 6   | DNF | DNF | 122    |
| 04   | Renault                   | 55  | 10  | 11  | 9   | 5   | 7   | 10  | 8   | 8   | 12  | DNF | 12  | 9   | 11  | 8   | 8   | 17  | 10  | 7   | DNF | 12  | 6   | 122    |
| 05   | Haas-Ferrari              | 08  | DNF | 13  | 17  | DNF | DNF | 15  | 12  | 11  | 4   | DNF | 6   | 10  | 7   | DSQ | 15  | 11  | 8   | DNF | 16  | 8   | 9   | 93     |
| 05   | Haas-Ferrari              | 20  | DNF | 5   | 10  | 13  | 6   | 13  | 13  | 6   | 5   | 9   | 11  | 7   | 8   | 16  | 18  | 8   | DNF | DSQ | 15  | 9   | 10  | 93     |
| 06   | McLaren-Renault           | 14  | 5   | 7   | 7   | 7   | 8   | DNF | DNF | 16* | 8   | 8   | 16* | 8   | DNF | DNF | 7   | 14  | 14  | DNF | DNF | 16  | 11  | 62     |
| 06   | McLaren-Renault           | 02  | 9   | 8   | 13  | 9   | DNF | 14  | 16  | 12  | 15* | 11  | 13  | DNF | 15  | 12  | 12  | 16  | 15  | 11  | 8   | 14  | 14  | 62     |
| 07   | Force India-Mercedes      | 11  |     |     |     |     |     |     |     |     |     |     |     |     | 5   | 7   | 16  | 10  | 7   | 8   | DNF | 10  | 8   | 52     |
| 07   | Force India-Mercedes      | 31  |     |     |     |     |     |     |     |     |     |     |     |     | 6   | 6   | DNF | 9   | 9   | DSQ | 11  | 15  | DNF | 52     |
| 08   | Sauber-Ferrari            | 09  | DNF | 9   | 16  | 11  | 13  | 11  | 15  | 13  | 10  | DNF | 9   | 15  | 10  | 15  | 11  | 13  | 12  | 10  | 9   | DNF | DNF | 48     |
| 08   | Sauber-Ferrari            | 16  | 13  | 12  | 19  | 6   | 10  | 18* | 10  | 10  | 9   | DNF | 15  | DNF | DNF | 11  | 9   | 7   | DNF | DNF | 7   | 7   | 7   | 48     |
| 09   | Scuderia Toro Rosso-Honda | 28  | 15  | 17  | 20* | 10  | 12  | 19* | DNF | 14  | DNF | DNF | 10  | 11  | 14  | DNF | 17  | DNF | 13  | 9   | 14  | 11  | 12  | 33     |
| 09   | Scuderia Toro Rosso-Honda | 10  | DNF | 4   | 18  | 12  | DNF | 7   | 11  | DNF | 11  | 13  | 14  | 6   | 9   | 14  | 13  | DNF | 11  | 12  | 10  | 13  | DNF | 33     |
| 10   | Williams-Mercedes         | 18  | 14  | 14  | 14  | 8   | 11  | 17  | DNF | 17* | 13  | 12  | DNF | 17  | 13  | 9   | 14  | 15  | 17  | 14  | 12  | 18  | 13  | 7      |
| 10   | Williams-Mercedes         | 35  | DNF | 15  | 15  | DNF | 14  | 16  | 17  | 15  | 14  | 14  | DNF | 16  | 12  | 10  | 19  | 18  | 16  | 13  | 13  | 17  | 15  | 7      |
| EX   | Force India-Mercedes      | 11  | 11  | 16  | 12  | 3   | 9   | 12  | 14  | DNF | 7   | 10  | 7   | 14  |     |     |     |     |     |     |     |     |     | 59     |
| EX   | Force India-Mercedes      | 31  | 12  | 10  | 11  | DNF | DNF | 6   | 9   | DNF | 6   | 7   | 8   | 13  |     |     |     |     |     |     |     |     |     | 59     |

| Legende  | Legende            | Legende                                                          |
| Farbe    | Abkürzung          | Bedeutung                                                        |
| -------- | ------------------ | ---------------------------------------------------------------- |
| Gold     | –                  | Sieg                                                             |
| Silber   | –                  | 2. Platz                                                         |
| Bronze   | –                  | 3. Platz                                                         |
| Grün     | –                  | Platzierung in den Punkten                                       |
| Blau     | –                  | Klassifiziert außerhalb der Punkteränge                          |
| Violett  | DNF                | Rennen nicht beendet (did not finish)                            |
| Violett  | NC                 | nicht klassifiziert (not classified)                             |
| Rot      | DNQ                | nicht qualifiziert (did not qualify)                             |
| Rot      | DNPQ               | in Vorqualifikation gescheitert (did not pre-qualify)            |
| Schwarz  | DSQ                | disqualifiziert (disqualified)                                   |
| Weiß     | DNS                | nicht am Start (did not start)                                   |
| Weiß     | WD                 | zurückgezogen (withdrawn)                                        |
| Hellblau | PO                 | nur am Training teilgenommen (practiced only)                    |
| Hellblau | TD                 | Freitags-Testfahrer (test driver)                                |
| ohne     | DNP                | nicht am Training teilgenommen (did not practice)                |
| ohne     | INJ                | verletzt oder krank (injured)                                    |
| ohne     | EX                 | ausgeschlossen (excluded)                                        |
| ohne     | DNA                | nicht erschienen (did not arrive)                                |
| ohne     | C                  | Rennen abgesagt (cancelled)                                      |
| ohne     | keine WM-Teilnahme |                                                                  |
| sonstige | P/fett             | Pole-Position                                                    |
| sonstige | 1/2/3/4/5/6/7/8    | Punktplatzierung im Sprint-/Qualifikationsrennen                 |
| sonstige | SR/kursiv          | Schnellste Rennrunde                                             |
| sonstige | *                  | nicht im Ziel, aufgrund der zurückgelegten Distanz aber gewertet |
| sonstige | ()                 | Streichresultate                                                 |
| sonstige | unterstrichen      | Führender in der Gesamtwertung                                   |

Anmerkungen
1. ↑  Force India wurde im Anschluss an eine Insolvenz des Teams nach dem Großen Preis von Ungarn von der Formel-1-Weltmeisterschaft ausgeschlossen, den Startplatz des Teams übernahm Racing Point Force India